# Lethal Weapons
Lethal Weapons («Смертельные оружия») — седьмая серия третьего сезона мультсериала «Гриффины». Премьерный показ состоялся 22 августа 2001 года на канале FOX. В России премьерный показ состоялся 6 августа 2002 года на канале Рен-ТВ.

## Сюжет
Спокойствие в Куахоге нарушается наступлением осеннего листопада и прибытием «собирателей листьев» из Нью-Йорка.
Бонни приглашает Лоис на занятия тайдзюцу, где та показывает завидные успехи в обучении и быстро получает чёрный пояс. Лоис вступает в драку с одним из «собирателей листьев» и вырубает того с одного удара, после чего Питер решает использовать бойцовские способности жены, чтобы выгнать всех «собирателей» обратно в Нью-Йорк. Постоянные драки приводят Лоис в ярость, и во время соревнований она вызывает на бой своего учителя и легко его побеждает. Победа так её заводит, что она заключает Питера в «железные» объятия и той же ночью насилует его, а тот даже боится что-либо возразить.
Наутро Питер чувствует себя неуютно и плачет, жалуясь на свою судьбу Брайану и поедая печенье Стьюи, за что и получает от последнего бейсбольной битой по голове. Лоис чувствует себя виноватой в произошедшем, считая, что это с неё малыш взял дурной пример, и решает всё исправить.
Сеанс «семейной терапии» не помогает избавить Стьюи от немотивированной агрессии (rage issues) и тогда Брайан предлагает принять всем антидепрессанты (mood elevating drugs), которые на самом деле оказываются плацебо.
Разозлившись на Брайана из-за обмана, Гриффины не выдерживают нахлынувшей агрессии. Завязывается семейная драка, в которой Питер втыкается головой в зад лошади на картине, а Стьюи разбивает стул об голову Лоис. Наконец, усталые и в синяках, Гриффины винят в произошедшем «насилие по ТВ» (the violence on TV). Питер возмущается, почему правительство его не остановит, и особенно он ругает канал «FOX». Лоис предупреждает его, чтобы он не ругал этот канал, но Питер её не слушает. После этого он выходит на кухню за пивом, а возвращается оттуда в телевизионном стиле «very slow-transition-of-frame motion».

## Создание
Автор сценария: Крис Шеридан.
Режиссёр: Брайан Хоган.
Приглашённые знаменитости: Майкл Чиклис (в роли «собирателя листьев»), Питер Галлахер и Алистэр Ширман.
Название эпизода пародирует название фильма «Смертельное оружие» (1987).